# 紐西蘭蛇綿鳚
紐西蘭蛇綿鳚，為輻鰭魚綱鱸形目绵鳚亞目绵鳚科的其中一種，分布於西南太平洋區的紐西蘭海域，屬深海底棲性魚類，棲息深度在水深710至730公尺，體長可達14公分。

## 扩展阅读
維基物種上的相關：紐西蘭蛇綿鳚